# 跳巻込

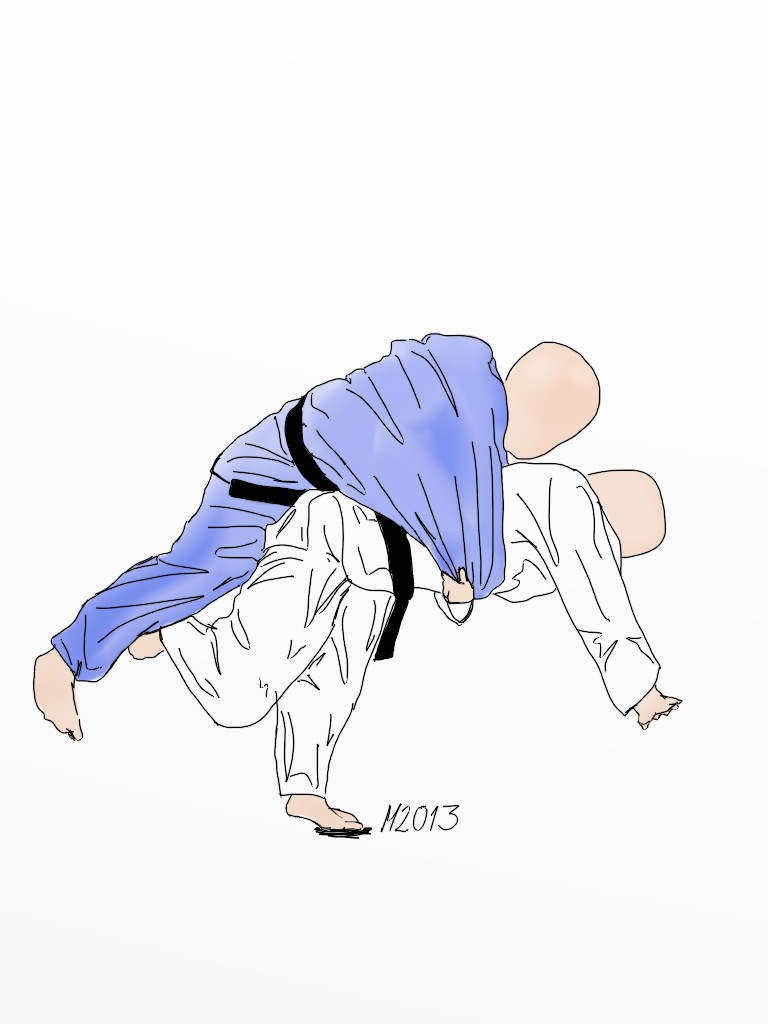
跳巻込のイラスト

跳巻込（はねまきこみ）は柔道の投げ技の横捨身技の一つ。IJF略号HNM。別名跳腰巻込（はねごしまきこみ）、跳巻（はねまき）。

## 概要
跳腰を掛けた後、自分諸共、相手を巻き込む。取が跳腰をかけ、釣り手を放し、外巻込もしくは内巻込へもっていく。跳腰の変化としての意味合いが強い。柔道家丸山三造の得意技。
柔道家の佐村嘉一郎によると明治40年ごろ、初めて見受けられた。武徳会本部の講習生岡村豊作が得意だった。同時期、武徳会で全国から柔道家が集まる大会が行われたがこの技を使う者はいなかったとしている。だから跳巻込の創始者は岡村かもしれないとしている。その後、普及し、1920年、五教の技に加えられ、1936年には一般的に広く使われた。
柔道家の村上徹石は1918年ころ、この技は多くは無理なこねくり倒しであまり技として認められない、と述べている。1997年の講道館機関誌『柔道』で柔道家の醍醐敏郎は、その後、研究開発が進み豪快な技に発展したが、さらにその後、競技化の影響なのか跳腰とともに全く見られなくなった、としている。